# Козлово (Малоярославецький район)
Козлово (рос. Козлово) — село в Малоярославецькому районі Калузької області Російської Федерації.
Населення становить 57 осіб. Входить до складу муніципального утворення Присілок Єрденєво.

## Історія
Від 2004 року входить до складу муніципального утворення Присілок Єрденєво.

## Населення
| 2002 | 2010 |
| ---- | ---- |
| 82   | ↘57  |